# Goya 2002
Die 16. Verleihung des Goya fand am 2. Februar 2002 im Palacio Municipal de Congresos in Madrid statt. Der spanische Filmpreis wurde in 27 Kategorien vergeben. Als Gastgeberin führte die Schauspielerin Rosa Maria Sardà durch den Abend.
Bei der diesjährigen Verleihung dominierte Alejandro Amenábars Horrorfilm The Others. Der Film, der in englischer Sprache gedreht und im Vorfeld als Favorit gehandelt worden war, gewann bei 15 Nominierungen in acht Kategorien, darunter als bester Film. In dieser Kategorie waren auch Vicente Arandas Juana la Loca (zwölf Nominierungen, drei Preise), Julio Medems Lucia und der Sex (elf Nominierungen, zwei Preise) und Agustín Díaz Yaness Sin noticias de Dios nominiert. Letzterer ging bei elf Nominierungen am Ende leer aus.
Die australische Schauspielerin Nicole Kidman erhielt für ihre Darbietung in The Others später auch eine Golden-Globe-Nominierung. Als Favoritin für den Preis als beste Hauptdarstellerin angetreten, konnte sie sich bei der Goya-Verleihung jedoch nicht gegen Pilar López de Ayala (Juana La Loca) durchsetzen. Kidmans Nominierung war sehr umstritten, da mehrere Filmkünstler davor gewarnt hatten, dass der spanische Filmpreis unter den Einfluss Hollywoods geraten könnte. The Others wurde von der US-Filmindustrie koproduziert.
Eduard Fernández (Fausto 5.0) wurde als bester Hauptdarsteller ausgezeichnet. Emilio Gutiérrez Caba (El cielo abierto) und Rosa María Sardà (Sin vergüenza), die Moderatorin der Verleihung, gewannen in den Nebendarstellerkategorien. Der französische Film Die fabelhafte Welt der Amélie von Regisseur Jean-Pierre Jeunet erhielt den Goya als bester europäischer Film. Der Preis in der Kategorie Bester ausländischer Film in spanischer Sprache ging an den Film La fuga des Argentiniers Eduardo Mignogna, der den Ausbruch von sechs Kriminellen aus einem Gefängnis in Buenos Aires schildert. Der Ehren-Goya wurde dem Regisseur und Drehbuchautor Juan Antonio Bardem verliehen, dessen Karriere in den 1950er Jahren begonnen und der bereits Auszeichnungen auf den Filmfestspielen von Venedig, Cannes und Berlin erhalten hatte.

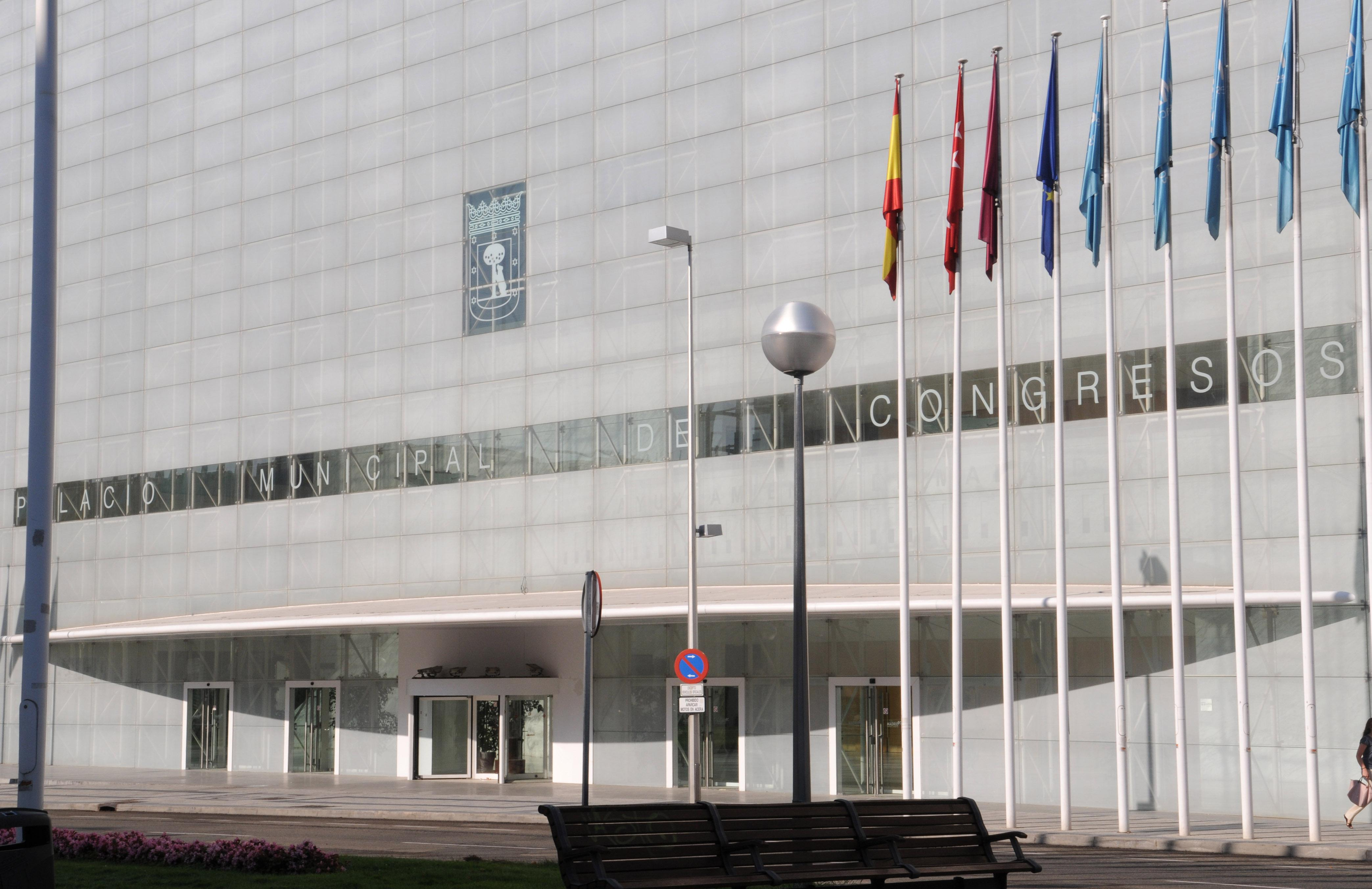
Der Palacio Municipal de Congresos, der Veranstaltungsort der Verleihung

## Gewinner und Nominierte
| Statistik (Filme mit mehr als einer Nominierung) N=Nominierung; A=Auszeichnung |    |   |
| Film                                                                           | N  | A |
| The Others                                                                     | 15 | 8 |
| Juana la Loca                                                                  | 12 | 3 |
| Lucia und der Sex                                                              | 11 | 2 |
| Sin noticias de Dios                                                           | 11 | 0 |
| Intacto                                                                        | 8  | 2 |
| Sólo mía                                                                       | 4  | 0 |
| Salvajes                                                                       | 3  | 1 |
| Furi, der tapfere Maulwurf                                                     | 2  | 2 |
| Buñuel y la mesa del rey Salomón                                               | 2  | 1 |
| El cielo abierto                                                               | 2  | 1 |
| Sin vergüenza                                                                  | 2  | 1 |
| Más pena que gloria                                                            | 2  | 0 |
| Son de mar                                                                     | 2  | 0 |
| The Devil’s Backbone                                                           | 2  | 0 |

### Bester Film (Mejor película)
The Others – Regie: Alejandro Amenábar
- Juana la Loca – Regie: Vicente Aranda
- Lucia und der Sex (Lucía y el sexo) – Regie: Julio Medem
- Sin noticias de Dios – Regie: Agustín Díaz Yanes

### Beste Regie (Mejor dirección)
Alejandro Amenábar – The Others
- Agustín Díaz Yanes – Sin noticias de Dios
- Vicente Aranda – Juana la Loca
- Julio Medem – Lucia und der Sex (Lucía y el sexo)

### Beste Nachwuchsregie (Mejor dirección novel)
Juan Carlos Fresnadillo – Intacto
- Javier Balaguer – Sólo mía
- Víctor García León – Más pena que gloria
- Carlos Molinero – Salvajes

### Bester Hauptdarsteller (Mejor actor)
Eduard Fernández – Fausto 5.0
- Tristán Ulloa – Lucia und der Sex (Lucía y el sexo)
- Sergi López – Sólo mía
- Eusebio Poncela – Intacto

### Beste Hauptdarstellerin (Mejor actriz)
Pilar López de Ayala – Juana la Loca
- Nicole Kidman – The Others
- Paz Vega – Sólo mía
- Victoria Abril – Sin noticias de Dios

### Bester Nebendarsteller (Mejor actor de reparto)
Emilio Gutiérrez Caba – El cielo abierto
- Gael García Bernal – Sin noticias de Dios
- Eduard Fernández – Son de mar
- Antonio Dechent – Intacto

### Beste Nebendarstellerin (Mejor actriz de reparto)
Rosa Maria Sardà – Sin vergüenza
- Elena Anaya – Lucia und der Sex (Lucía y el sexo)
- Najwa Nimri – Lucia und der Sex (Lucía y el sexo)
- Rosana Pastor – Juana la Loca

### Bester Nachwuchsdarsteller (Mejor actor revelación)
Leonardo Sbaraglia – Intacto
- James Bentley – The Others
- Rubén Ochandiano – Silencio roto
- Biel Durán – Más pena que gloria

### Beste Nachwuchsdarstellerin (Mejor actriz revelación)
Paz Vega – Lucia und der Sex (Lucía y el sexo)
- María Isasi-Isasmendi – Salvajes
- Alakina Mann – The Others
- Malena Alterio – Vier Frauen gegen eine Bank (El palo)

### Bestes Originaldrehbuch (Mejor guion original)
Alejandro Amenábar – The Others
- Dominic Harari, Joaquín Oristrell, Teresa Pelegri und Cristina Rota – Sin vergüenza
- Julio Medem – Lucia und der Sex (Lucía y el sexo)
- Agustín Díaz Yanes – Sin noticias de Dios

### Bestes adaptiertes Drehbuch (Mejor guion adaptado)
Salvador Maldonado, Jorge Juan Martínez, Carlos Molinero und Clara Pérez Escrivá – Salvajes
- Rafael Azcona – Son de mar
- Sigfrid Monleón und Ferran Torrent – La isla del Holandés
- Lluís-Anton Baulenas i Setó und Ventura Pons – Anita no pierde el tren

### Beste Produktionsleitung (Mejor dirección de producción)
Miguel Ángel González und Emiliano Otegui – The Others
- José Luis Jiménez – Intacto
- Carlos Bernases – Juana la Loca
- Angélica Huete – Sin noticias de Dios

### Beste Kamera (Mejor fotografía)
Javier Aguirresarobe – The Others
- Paco Femenia – Juana la Loca
- Xavi Giménez – Intacto
- Kiko de la Rica – Lucia und der Sex (Lucía y el sexo)

### Bester Schnitt (Mejor montaje)
Nacho Ruiz Capillas – The Others
- Iván Aledo – Lucia und der Sex (Lucía y el sexo)
- José Salcedo – Sin noticias de Dios
- Teresa Font – Juana la Loca

### Bestes Szenenbild (Mejor dirección artística)
Benjamín Fernández – The Others
- Josep Rosell – Juana la Loca
- Javier Fernández – Sin noticias de Dios
- César Macarrón – Intacto

### Beste Kostüme (Mejor diseño de vestuario)
Javier Artiñano – Juana la Loca
- Sonia Grande – The Others
- Alberto Luna – Desafinado
- José Vico – The Devil’s Backbone (El espinazo del Diablo)

### Beste Maske (Mejor maquillaje y peluquería)
Mercedes Guillot und Miguel Sesé – Juana la Loca
- Manolo García, Ana Lozano und Antonio Panizza – Sin noticias de Dios
- Ana López-Puigcerver und Belén López-Puigcerver – The Others
- Concha Martí und Ruth García – Buñuel y la mesa del rey Salomón

### Beste Spezialeffekte (Mejores efectos especiales)
Reyes Abades, José María Aragonés, Carlos Martínez, Ana Núñez und Antonio Ojeda – Buñuel y la mesa del rey Salomón
- David Martí, Montse Ribé, Reyes Abades, Emilio Ruiz del Río, Alfonso Nieto und Carmen Aguirre – The Devil’s Backbone (El espinazo del Diablo)
- Pau Costa, Raúl Romanillos, Carlos Martínez, Antonio Ojeda, Ana Núñez und Félix Bergés – Intacto
- Derek Langley, Pedro Moreno, Félix Bergés und Rafa Solorzano – The Others

### Bester Ton (Mejor sonido)
Tim Cavagin, Daniel Goldstein, Alfonso Raposo und Ricardo Steinberg – The Others
- José Antonio Bermúdez, Diego Garrido, Pelayo Gutiérrez, Antonio Rodríguez ‘Mármol’ und Nacho Royo-Villanova – Sin noticias de Dios
- Polo Aledo, Agustín Peinado, Alfonso Pino und Santiago Thévenet – Lucia und der Sex (Lucía y el sexo)
- David Calleja, Dani Fontrodona und James Muñoz – Juana la Loca

### Beste Filmmusik (Mejor música original)
Alberto Iglesias – Lucia und der Sex (Lucía y el sexo)
- José Nieto – Juana la Loca
- Bernardo Bonezzi – Sin noticias de Dios
- Alejandro Amenábar – The Others

### Bester Filmsong (Mejor canción original)
„Tu bosque animado“ von Luz Casal und Pablo Guerero – Furi, der tapfere Maulwurf (El bosque animado)
- „Sólo mía“ von Eusebio Bonilla und Clara Montes – Sólo mía
- „Again“ von Olga Román – El cielo abierto
- „Semos diferentes“ von Joaquín Sabina – Torrente 2: Misión en Marbella

### Bester Kurzfilm (Mejor cortometraje de ficción)
Desaliñada – Regie: Gustavo Salmerón
- Bamboleho – Regie: Luis Prieto
- La primera vez – Regie: Borja Cobeaga
- La mirada oblicua – Regie: Jesús Monllao Plana
- Versión Original – Regie: Antonia San Juan

### Bester animierter Kurzfilm (Mejor cortometraje de animación)
Pollo – Regie: Manuel Sirgo
- El aparecido – Regie: Diego Agudo
- La colección – Regie: Dídac Bono
- W.C. – Regie: Daniel Martínez Lara

### Bester Animationsfilm (Mejor película de animación)
Furi, der tapfere Maulwurf (El bosque animado) – Regie: Manolo Gómez und Ángel de la Cruz
- Manuelita – Regie: Manuel García Ferré
- La leyenda del unicornio – Regie: Maite Ruiz de Austri
- Un perro llamado Dolor – Regie: Luis Eduardo Aute

### Bester Dokumentarfilm (Mejor película documental)
En construcción – Regie: José Luis Guerín
- Los niños de Rusia – Regie: Jaime Camino
- Asesinato en febrero – Regie: Eterio Ortega
- Extranjeros de sí mismos – Regie: José Luis López-Linares und Javier Rioyo

### Bester europäischer Film (Mejor película europea)
Die fabelhafte Welt der Amélie (Le fabuleux destin d’Amélie Poulain), Frankreich – Regie: Jean-Pierre Jeunet
- Billy Elliot – I Will Dance (Billy Elliot), Großbritannien – Regie: Stephen Daldry
- Bridget Jones – Schokolade zum Frühstück (Bridget Jones’s Diary), Großbritannien – Regie: Sharon Maguire
- Chocolat – Ein kleiner Biss genügt (Chocolat), Großbritannien – Regie: Lasse Hallström

### Bester ausländischer Film in spanischer Sprache (Mejor película extranjera de habla hispana)
La fuga, Argentinien – Regie: Eduardo Mignogna
- Miel para Oshún, Kuba – Regie: Humberto Solás
- Taxi para 3 – Taxi für 3 (Taxi para tres), Chile – Regie: Orlando Lübbert
- Perfume de violetas, nadie te oye, Mexiko – Regie: Maryse Sistach

## Ehrenpreis (Goya de honor)
- Juan Antonio Bardem, spanischer Regisseur und Drehbuchautor